# Ciencisko
Ciencisko – wieś w Polsce położona w województwie kujawsko-pomorskim, w powiecie mogileńskim, w gminie Strzelno.

## Podział administracyjny
W latach 1975–1998 miejscowość administracyjnie należała do województwa bydgoskiego.

## Demografia
Według Narodowego Spisu Powszechnego (III 2011 r.) liczyła 237 mieszkańców. Jest dziesiątą co do wielkości miejscowością gminy Strzelno.

## Historia
Wzmiankowana po raz pierwszy w XII wieku jako własność norbertanek.

## II wojna światowa
W miejscowym lesie, w 1939 roku, dokonano masowej egzekucji okolicznych mieszkańców, których ciała ekshumowano w 1943 roku i spalono dla zlikwidowania śladów.

## Rolnictwo
Wieś liczy blisko 30 gospodarstw rolnych o łącznej powierzchni około 430 ha (dane z roku 2004).